# 왕립 조폐국

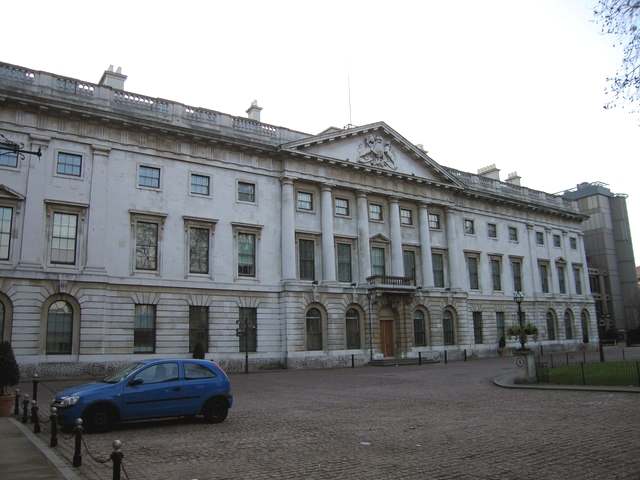
1880년대에 건립된 옛 왕립 조폐국 청사

왕립 조폐국(영어: Royal Mint 로열 민트[*])은 영국의 주화를 제조하는 기관이다. 2010년을 기해 조폐 업무를 로열 민트에 이관했으며 영국 국내에서 유통되는 모든 화폐의 제조에 관한 독점 계약을 체결하고 있다. 영국 재무부는 100% 자회사인 로열 민트의 주식을 소유하고 있으며 영국 정부의 주식 관리 체계에 따라 로열 민트의 주식을 관리한다.
왕립 조폐국에서 제조한 영국의 다양한 주화, 메달, 기념주화는 세계 각지에서 높은 평가를 받고 있다. 왕립 조폐국에 파견된 무장경찰은 화폐 제조 현장에서 보안을 담당한다. 왕립 조폐국이 소유한 공장 용지는 15 헥타르(ha)에 달하고 직원은 900명 이상에 달한다. 왕립 조폐국에서 제조된 주화는 매년 주화 검사함 심사를 통해 크기, 무게, 화학 성분에 관한 검사를 받게 된다.

## 역사

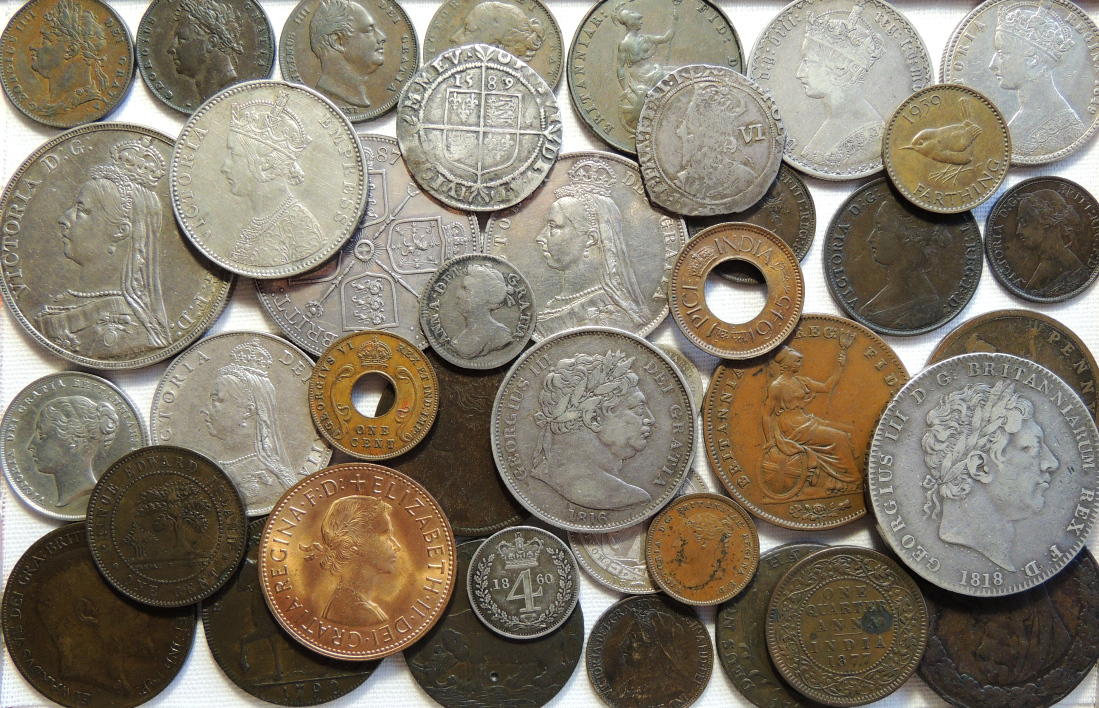
로얄 민트가 만든 동전

왕립 조폐국은 886년에 잉글랜드 왕국의 앨프레드 대왕 시대에 다수의 조폐국을 하나로 통합하면서 형성되었다. 1279년에 런던탑 뒤쪽으로 이전한 이래 500년 동안에 걸쳐 잉글랜드 왕국, 그레이트브리튼 왕국의 주화를 제조했고 16세기부터는 영국의 주화 발행을 독점하게 된다. 아이작 뉴턴은 1696년에 왕립 조폐국에서 화폐 위조 단속국장으로 임명되었고 1727년에 사망할 때까지 해당 관직을 역임했다. 특히 아이작 뉴턴은 1717년에 비밀리에 파운드 스털링을 은본위제에서 금본위제로 전환하기도 했다.
아이작 뉴턴이 부임한 이후에 왕립 조폐국의 화폐 제조 시설은 런던탑 주변에 있던 낡은 건물에 분산되었다. 18세기에는 화폐의 제조 과정에 대한 기계화가 진행되었고 압연 장치, 압출 장비가 도입되었다. 새로운 설비의 등장, 프랑스와의 전쟁 개전의 영향으로 런던 타워 일대의 공장이 비좁아지면서 조폐국은 인접한 이스트스미스필드로 이전하게 된다. 제임스 존슨과 로버트 스머크가 설계한 건물은 1809년에 준공되었는데 설비를 개조하고 조폐국 직원이 근무하는 청사가 마련된 것이 특징이다.
새로운 설비의 도입에 따른 공장은 1880년대에 개축되면서 생산 능력이 향상되었다. 전력 장비의 도입, 수요의 증가를 통해 기술 개발이 진행되면서 공장의 개보수를 거듭했다. 1960년대에는 스머크가 설계했던 건물과 대문의 시설을 제외하고는 1809년에 신설했던 당시의 모습은 거의 남지 않게 되었다. 제2차 세계 대전 기간에는 독일 군대의 공습으로 인해 큰 손실을 입었고 3주 동안 조업이 중단되기도 했다.
영국의 화폐 제도가 십진법을 이행하기 이전부터 런던에 있던 왕립 조폐국의 생산 능력은 한계에 달했고 1967년에는 웨일스 카디프에서 북서쪽으로 16km 정도 떨어진 곳에 위치한 흘란트리산트(Llantrisant)로 이전한다는 계획을 발표하게 된다. 1968년 12월 17일에는 영국의 엘리자베스 2세 여왕이 왕립 조폐국 신청사의 기공식에 참석했고 7년 동안에 걸쳐 조폐국 이전 공사가 진행되었다. 왕립 조폐국의 새 건물은 수백만장의 새 화폐를 발행할 수 있고 해외 수요를 충족할 수 있는 규모를 갖게 되었다.
왕립 조폐국은 독립 채산을 목표로 내걸었고 1975년 4월 1일에는 주식을 공개했다. 2009년 3월에는 영국의 앨리스터 달링 재무장관이 왕립 조폐국의 매각을 검토했고 2009년 12월 31일을 기해 집행 기관으로서의 왕립 조폐국이 소멸되었다. 왕립 조폐국의 자산은 로열 민트(Royal Mint)가 승계받았고 상장 기업으로서의 왕립 조폐국은 영국 재무부가 소유하게 되었다.

## 업무
왕립 조폐국의 주요 업무는 영국의 영토 내에서 유통되는 주화의 제조이며 영국 군대의 각종 메달, 기사단 훈장, 수집가용 주화도 제조한다. 왕립 조폐국의 주화 생산량은 2013년 기준으로 전 세계의 주화 생산량 가운데 약 15%에 달한다. 왕립 조폐국은 2012년 런던 하계 올림픽, 2012년 런던 하계 패럴림픽에 사용된 금메달, 은메달, 동메달도 제조했다.
왕립 조폐국은 1970년대부터 2009년까지 대영 제국 훈장의 장식에 사용되는 모든 종류의 배지를 제조했다. 이러한 업무는 나중에 영국 왕실로부터 납품 자격을 취득한 배지 제조 전문 민간 기업에 이관되었다. 런던 왕립 조폐국은 1908년에 오타와 지국을 열 때까지 캐나다의 주화를 제조했다. 1931년에 캐나다에서의 조폐 기능이 캐나다 정부로 넘어가면서 왕립 조폐국 오타와 지국의 명칭도 왕립 캐나다 조폐국(Royal Canada Mint)으로 바뀌게 된다.

## 화폐 검사함 심사
화폐 검사함 심사는 영국에서 새로 발행된 주화가 조폐국에서 명시된 기준을 충족하는 지의 여부를 확인하는 절차이다. 심사 과정은 12세기부터 1년마다 한 번씩 진행하는 것으로서 1282년 이후부터 이어져 온 관습을 현재까지 지키고 있다.
화폐 검사함 심사는 법적 정신을 따르는 정식 재판 과정으로서 귀금속 검사에 관한 전문적인 지식을 가진 재판관이 심의한다. 심의 장소는 1870년에 웨스트민스터 사원에서 금세공사 공인 협동조합 회관으로 옮겼다. 현대의 조폐 기술은 위조를 저해한다고 볼 수 있지만 일찍이 마스터 오브 민트(Master of Mint)가 귀금속의 횡령에 마음을 움직이느냐하는 문제가 있었다.
여기서 말하는 "함"은 회양목으로 만든 상자로서 심사를 받는 주화를 거두는 도구이다. 웨스트민스터 사원에 있던 상자 보관함에서는 검사에 사용된 주화의 샘플을 상자째로 보관하기도 했다. 검사에 사용되는 주화는 헨리 3세 시대부터 전통을 지켜온 왕립 조폐국의 생산 라인에서 빼낸다. 왕립 조폐국장은 연간 수천 개에 달하는 주화 샘플을 무작위로 추출하고 심사 현장을 설치한다. 샘플 수는 제조량에 따른 일정한 비율을 통해 결정한다.
현재는 왕립 조폐국을 거치지 않고 주화 심사 신청을 진행하기도 한다. 심사 과정에서는 여러 명에 달하는 금융계 지도 인사, 최소 6명에 달하는 금세공사 협동조합 직원이 심사관으로 참여하며 주화 샘플들이 화폐 제조법의 규정대로 제조했는 지의 여부를 2개월에 걸쳐 심사한다.

## 같이 보기
- 지금형 주화